# KamAZ-6560
Der KamAZ-6560 (russisch КамАЗ-6560) ist ein schwerer allradgetriebener Lastkraftwagen aus der Produktion des KamAZ-Werks in Nabereschnyje Tschelny. Das Fahrzeug wird seit 2005 gebaut und ist auch für militärische Anwendungen konzipiert.

## Fahrzeugbeschreibung

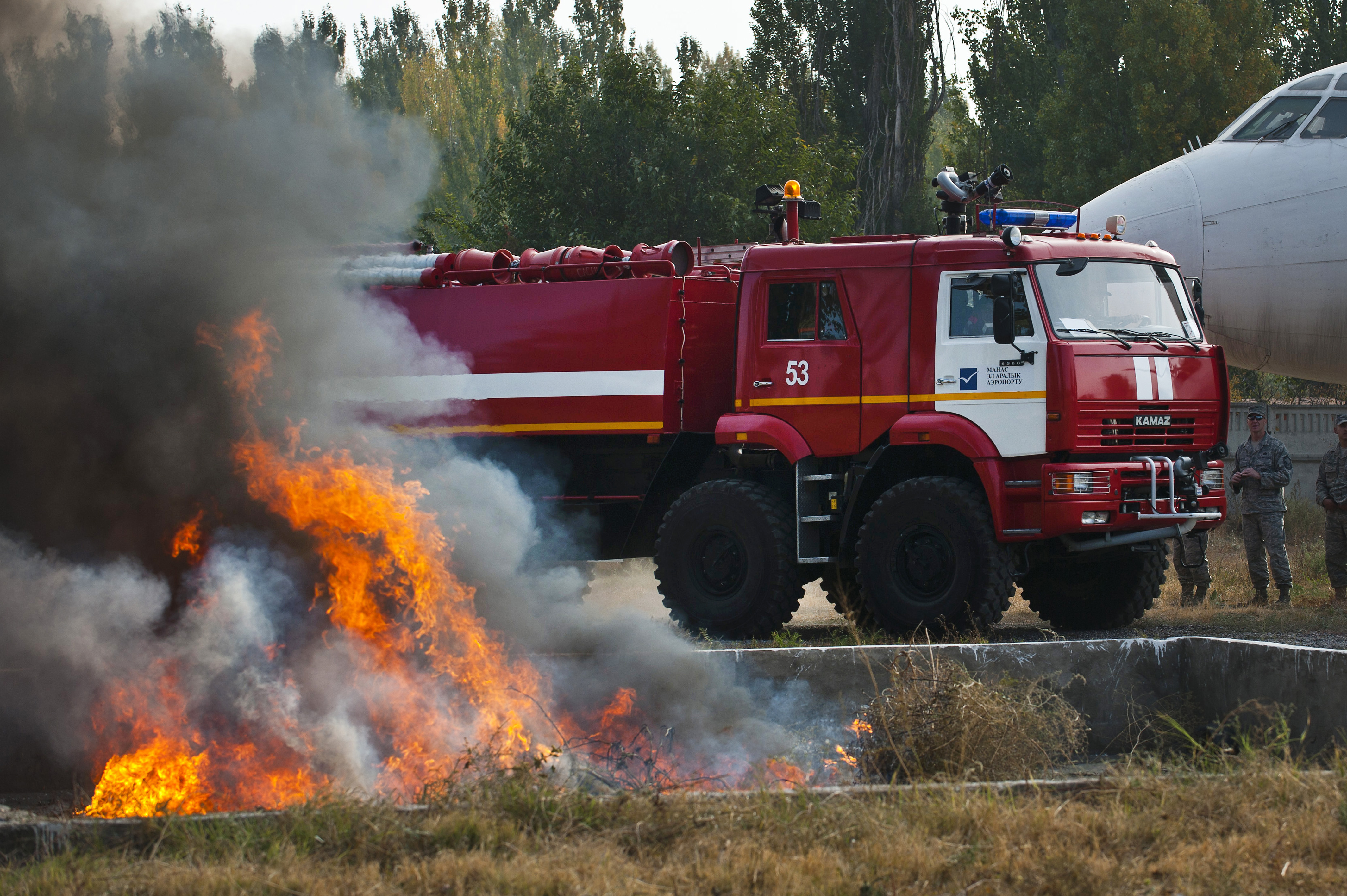
Löschfahrzeug auf Basis eines KamAZ-6560 in Kirgisistan (2012)

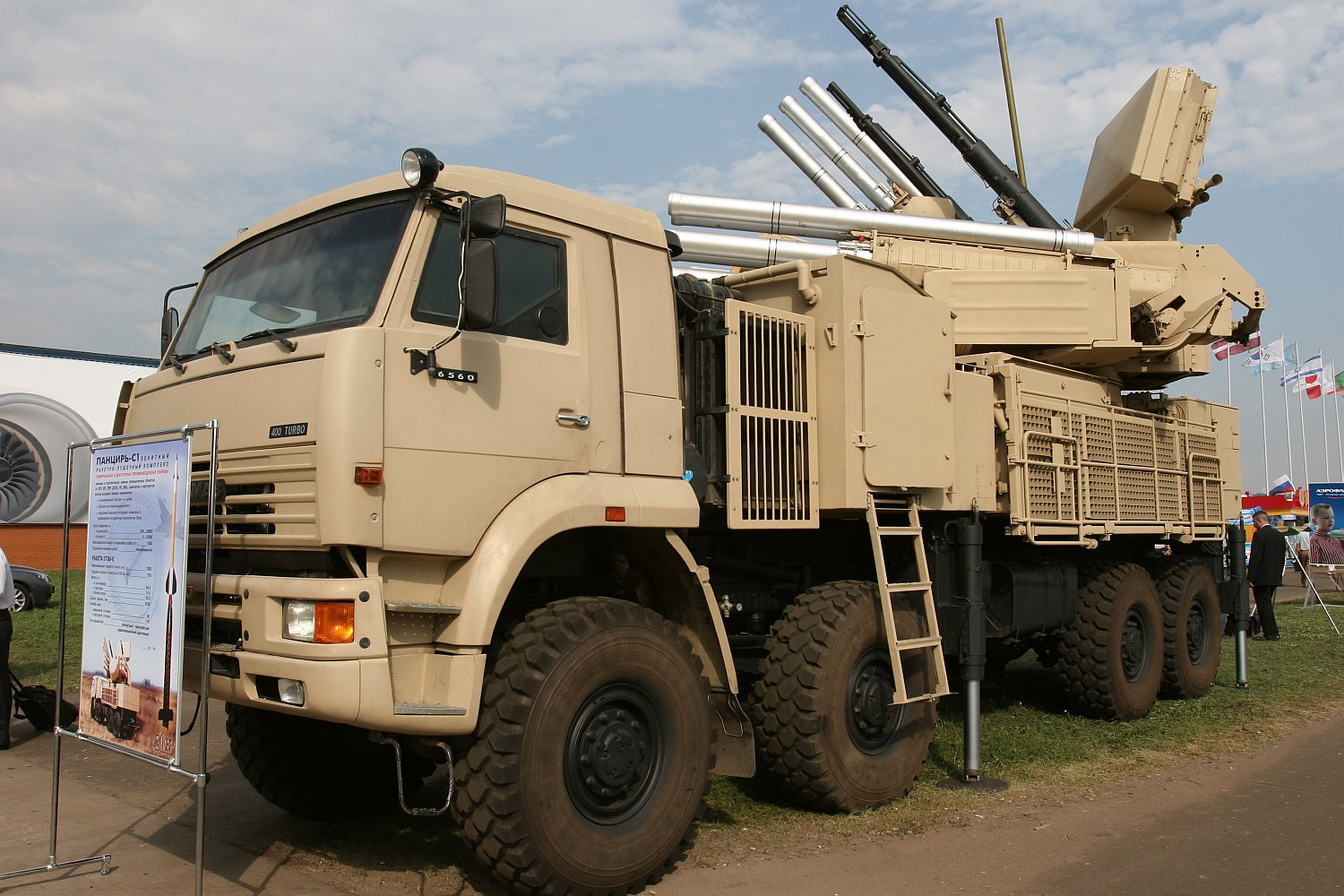
Ein Panzir-S1-Kurzstrecken-Luftabwehrraketen-System auf einem KamAZ-6560 (2007)

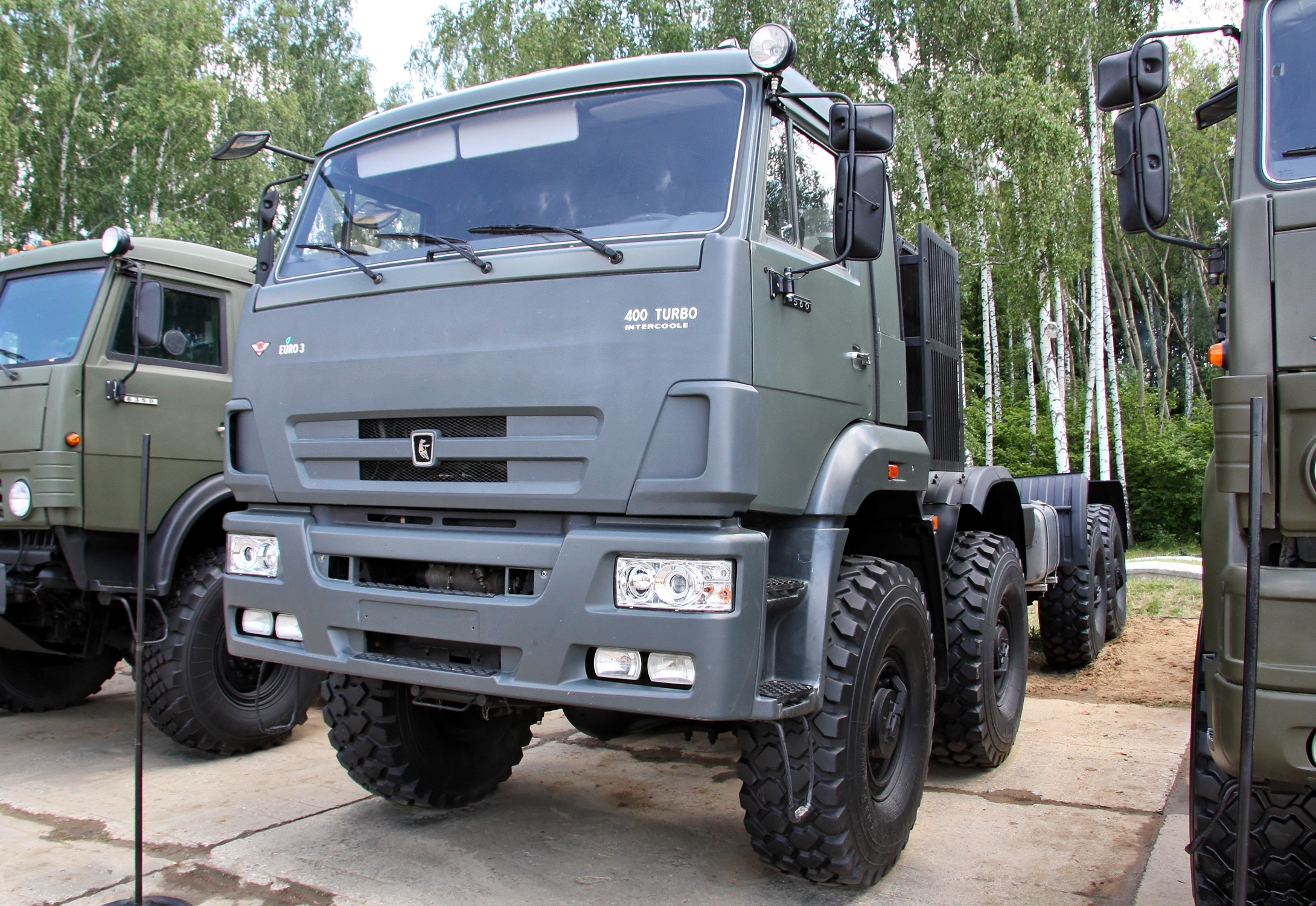
KamAZ-6560 als Fahrgestell (2011)

Der KamAZ-6560 ist ein schwerer Lastwagen, der seit 2005 bei KamAZ in Serie gebaut wird. In der aktuellen Version von 2016 wird er vom Hersteller als Pritschenwagen mit heckseitig angebrachtem Ladekran angeboten. Die Kabine verfügt über einen Schlafplatz, womit die Fahrzeuge auch im Fernverkehr einsetzbar sind. Im Bereich der Motoren kommt ein Eigenbau von KamAZ zum Einsatz. Das großvolumige Dieselaggregat erzeugt aus einem Hubraum von knapp zwölf Litern eine Nennleistung von 400 PS (294 kW). Andere Teile werden von westeuropäischen Zulieferern eingekauft. So stammt zum Beispiel das Schaltgetriebe vom deutschen Unternehmen ZF Friedrichshafen.
Bereits seit 2004 läuft mit dem KamAZ-63501 ein ähnliches Fahrzeug vom Band, das jedoch leichter ist und nur 14 statt 20 Tonnen zuladen darf. Diesem Fahrzeug und seinen Vorgängern wiederum ist der Ural-5323, ebenfalls aus russischer Produktion, sehr ähnlich.
Auf Basis des KamAZ-6560 werden diverse Spezialfahrzeuge gefertigt. Dazu gehören militärische Waffensysteme, Feuerwehrfahrzeuge und auch Autokräne. Während bei den Feuerwehrfahrzeugen das Vorfeldlöschfahrzeug AA-13/60(6560) ein typischer Vertreter ist, ist es bei den Autokränen der KS-65713. Auch eine gepanzerte Version des KamAZ-6560 wurde für militärische Zwecke konstruiert.
Die Fahrzeuge sind hoch geländegängig. Mit einer Bodenfreiheit von 380 Millimetern, permanentem Allradantrieb und acht angetriebenen Rädern mit großer Einzelbereifung sind sie in der Lage, diverse Hindernisse zu überqueren. Dazu zählen Gräben von 1,8 Meter Breite, Stufen von 0,5 Meter Höhe und Wasserdurchfahrten bis 1,8 Metern Tiefe. Im Gelände beträgt die zulässige Anhängelast noch immer 7500 kg, während sie auf der Straße bei 12.000 kg liegt. Somit ergeben sich für den Lastzug zulässige Gesamtgewichte von weit über 40 Tonnen, wie sie auf den Straßen Westeuropas gefahren werden dürfen.

## Technische Daten
Die hier aufgeführten Daten gelten für Fahrzeuge vom Typ KamAZ-6560, wie sie der Hersteller Mitte 2016 anbietet. Über die Bauzeit hinweg und aufgrund verschiedener Modifikationen an den Fahrzeugen können einzelne Werte leicht schwanken.
- Motor: Viertakt-V8-Dieselmotor
- Motortyp: KamAZ-740.632-400
- Leistung: 400 PS (294 kW)
- maximales Drehmoment: 1765 Nm
- Hubraum: 11,76 l
- Hub: 130 mm
- Bohrung: 120 mm
- Abgasnorm: EURO 4
- Tankinhalt: 2 × 350 l
- Getriebetyp: ZF 16 S1822
- Getriebe: manuelles Achtgang-Schaltgetriebe mit Geländeuntersetzung
- Antriebsformel: 8×8
- Bordspannung: 24 V
- Lichtmaschine: 28 V, 3000 W
- Batterie: 2 × 190 Ah, 12 V, in Reihe verschaltet

Abmessungen und Gewichte
- Länge: 10.300 mm
- Breite: 2540 mm
- Höhe: 3850 mm (bei Leergewicht)
- Radstand: 2060 + 3640 + 1440 mm
- Abmessungen der Ladefläche (L × B × H): 7258 × 2470 × 730 mm
- Leergewicht: 14.850 kg
- Zuladung: 20.120 kg
- zulässiges Gesamtgewicht: 37.100 kg
- zulässige Anhängelast: 12.000 kg (Straße), 7500 kg (Gelände)
- Achslast vorne unbeladen (Doppelachse): 6020 kg
- Achslast hinten unbeladen (Doppelachse): 8830 kg

Die Differenz zwischen Leergewicht und Zuladung und zulässigem Gesamtgewicht ergibt sich wahrscheinlich durch Komponenten des Aufbaus, die nicht in das Leergewicht eingerechnet wurden.